# Kara (Togo)
Kara é uma cidade no Norte do Togo, situada na Região de Kara, 413 km norte da capital Lomé, perto de outros países da África Ocidental como Gana, Burkina Faso e Benim. Kara é a capital da região de Kara e tinha uma população de 94.878 no Censo 2010. O Rio Haugeau flui um pouco ao sul da cidade e é o seu principal recurso de água.  Originalmente conhecido como Lama-Kara, a cidade desenvolveu-se a partir da vila que ainda existe com este nome em um centro administrativo e industrial, incluindo uma grande cervejaria.  Etienne Eyadéma que nasceu nas proximidades.